# Conacul familiei Ivănuș
Conacul familiei Ivănuș este un monument de arhitectură de importanță națională din Republica Moldova, situat în satul Negrești din raionul Strășeni. Conform Registrului monumentelor ocrotite de stat din Republica Moldova, ansamblul datează de la mijlocul secolului al XIX-lea.

## Galerie de imagini
Vederi generale

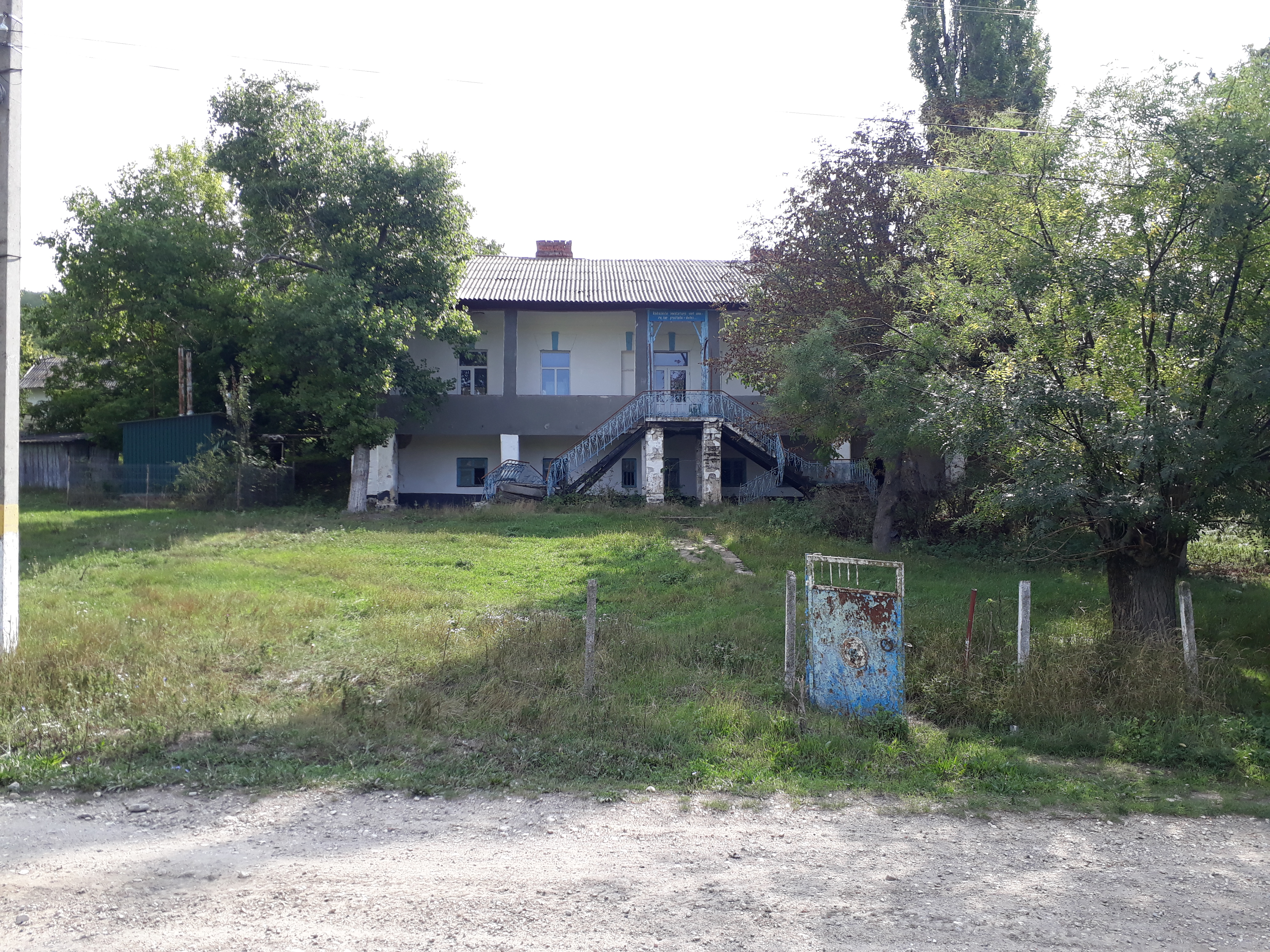
Vedere de peste drum
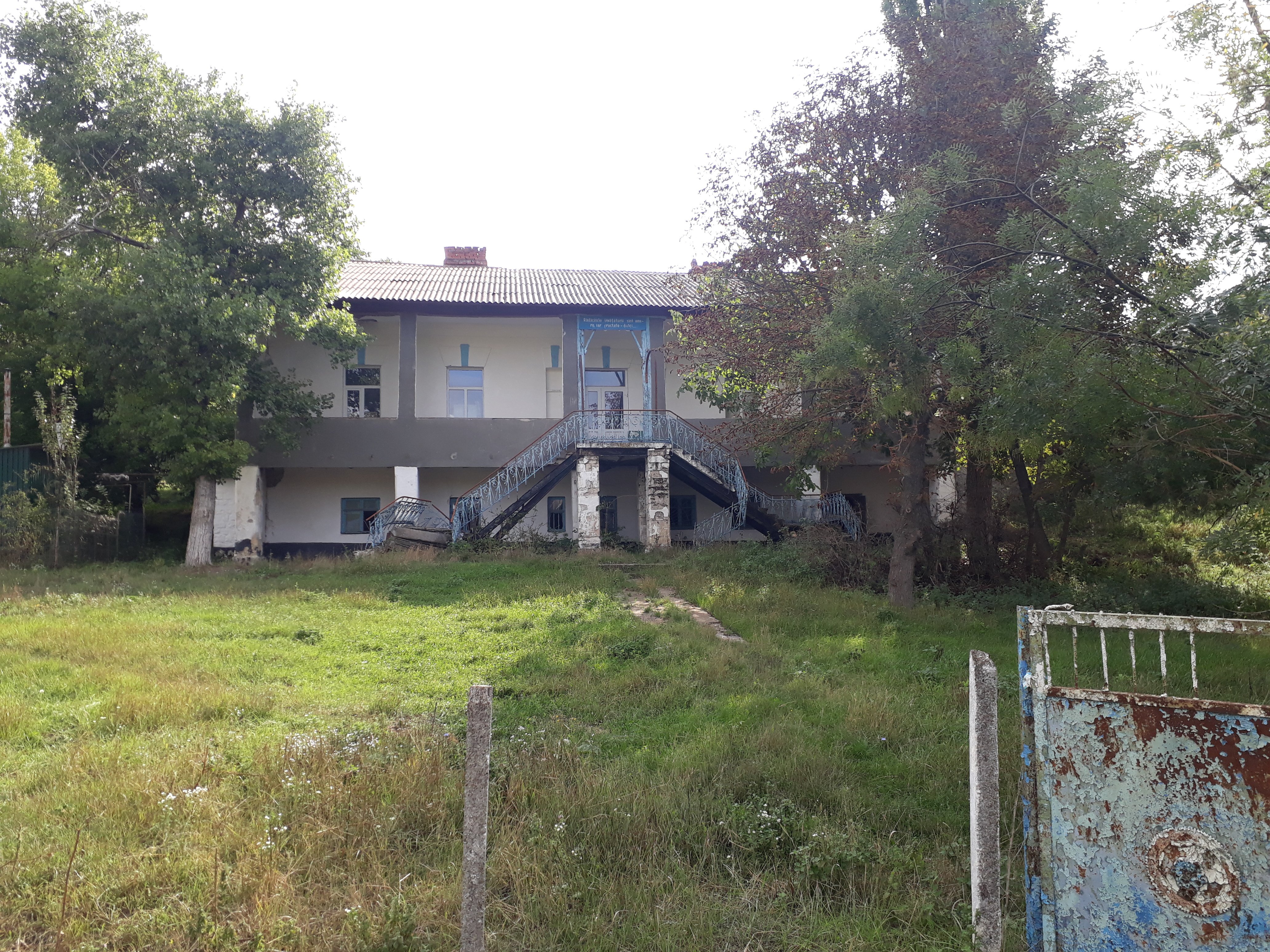
Fațada principală, vedere de la poartă.jpg
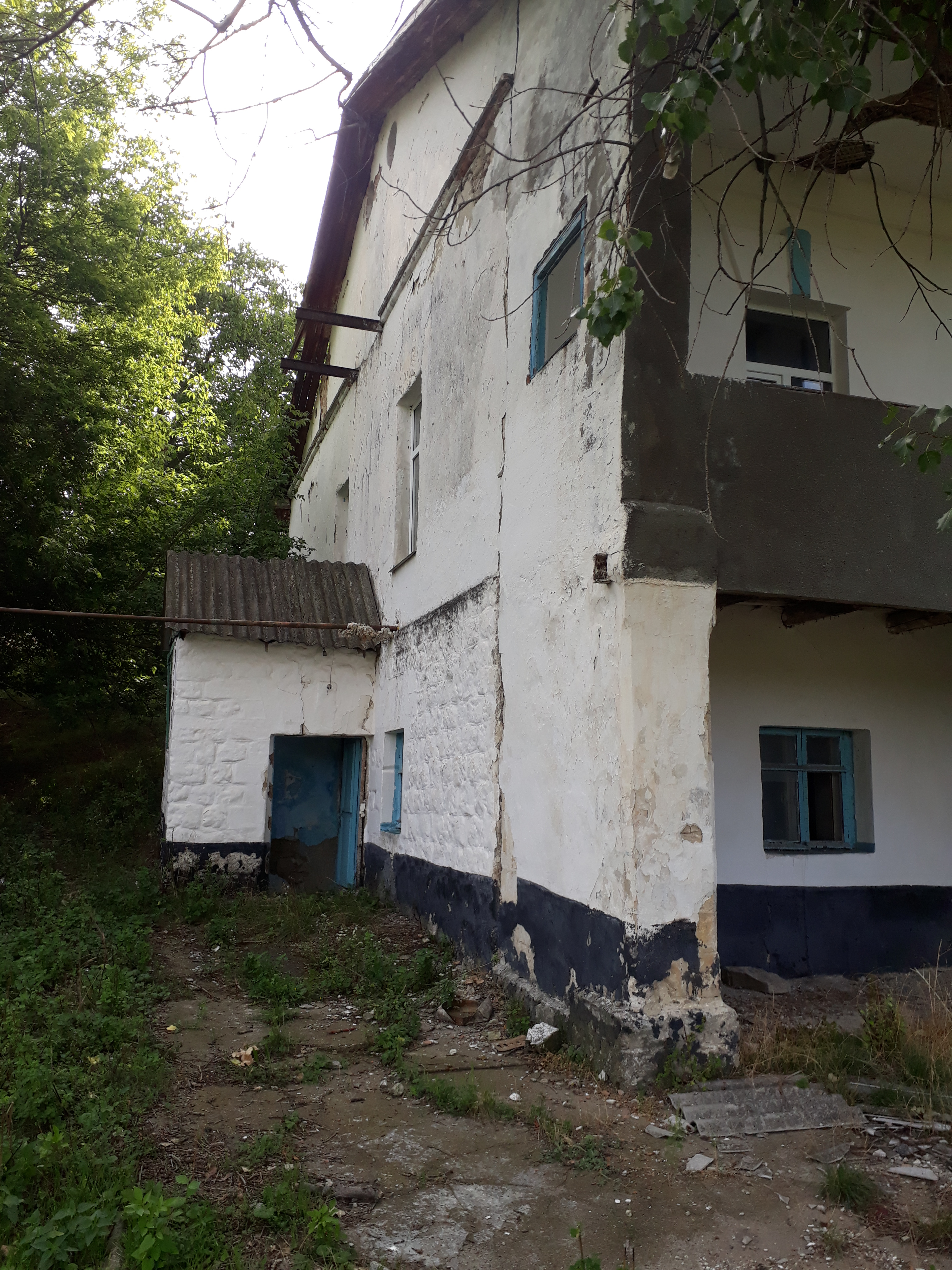
Fațada nordică
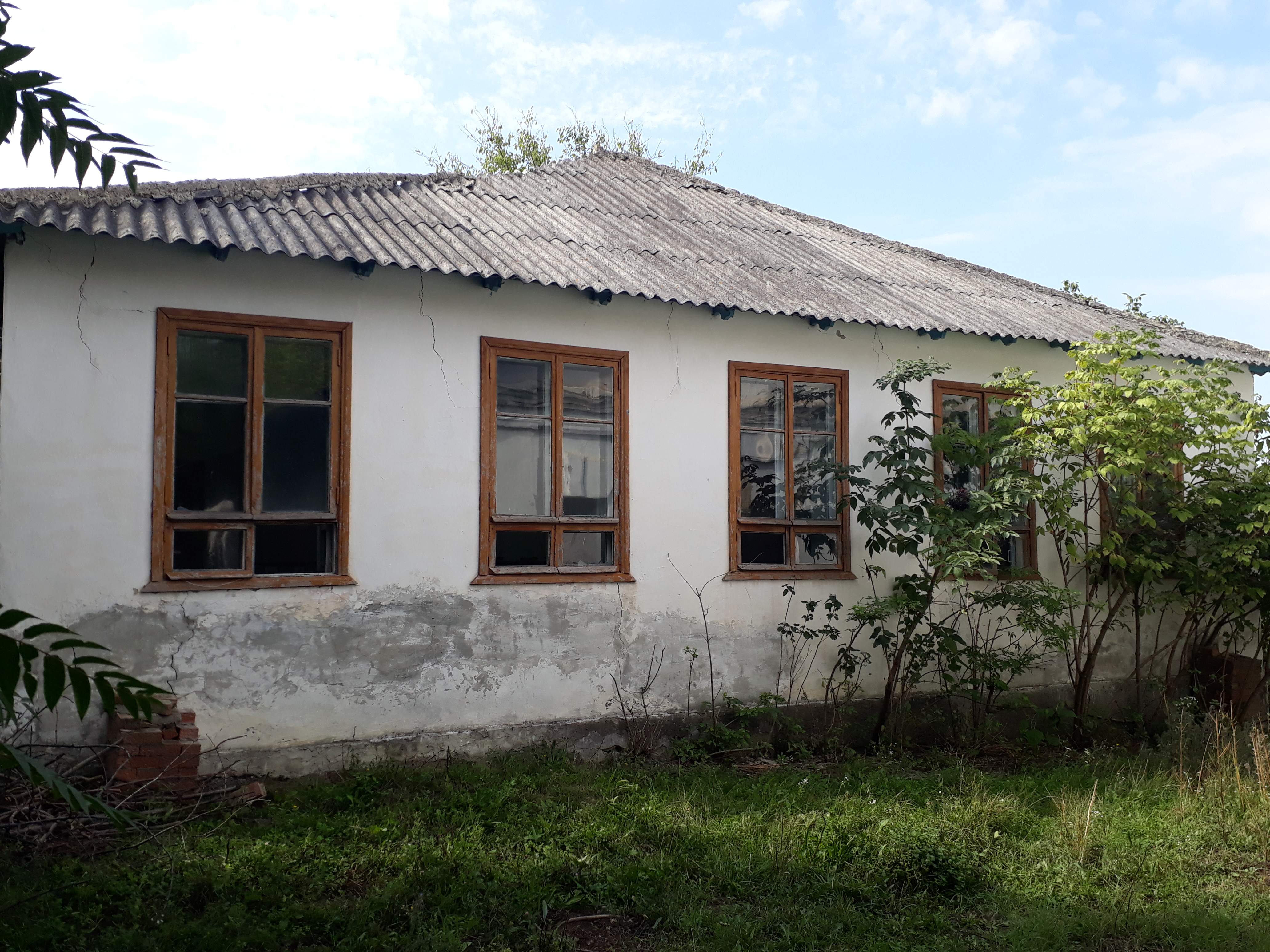
Fațada estică
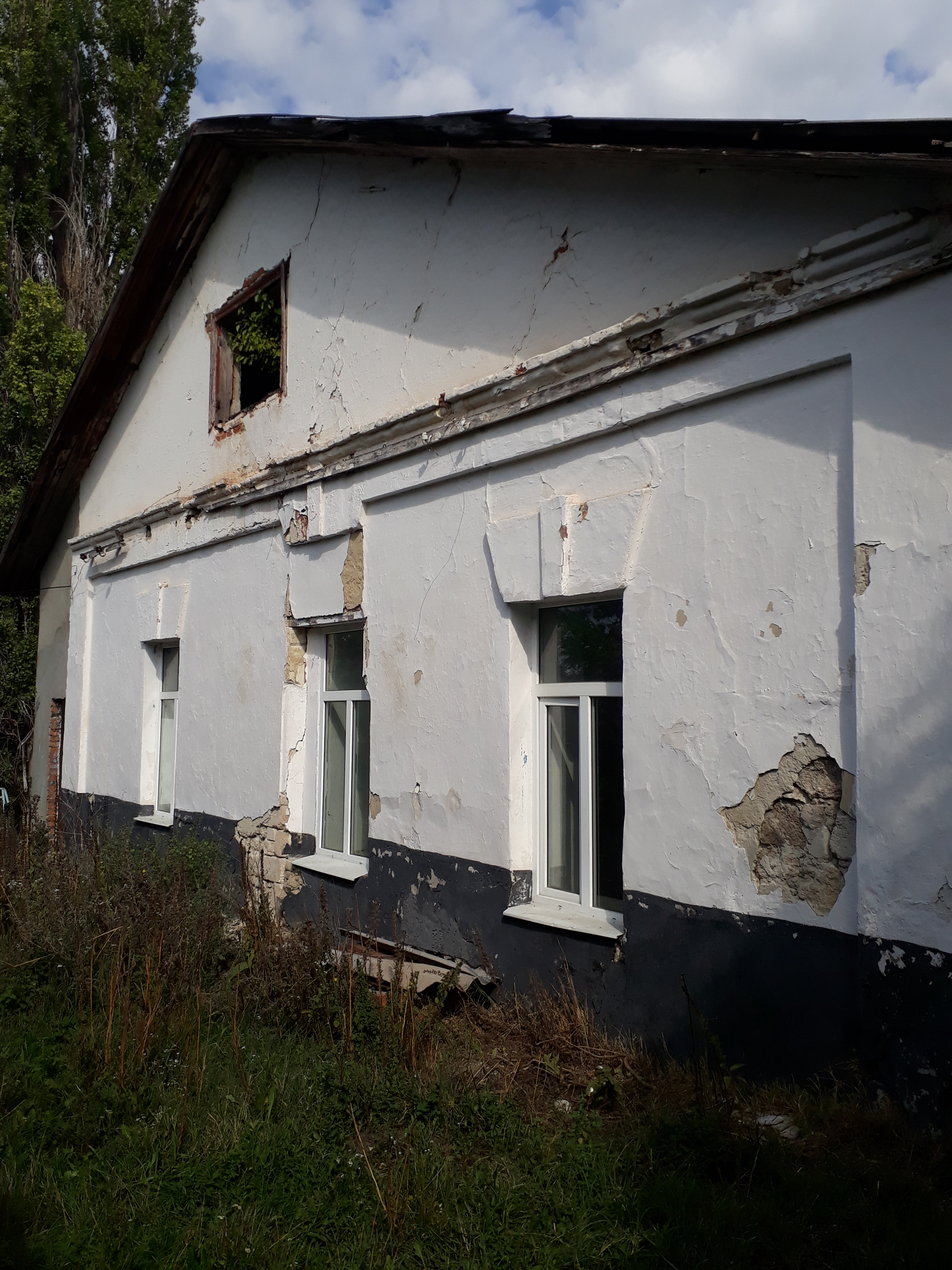
Fațada sudică
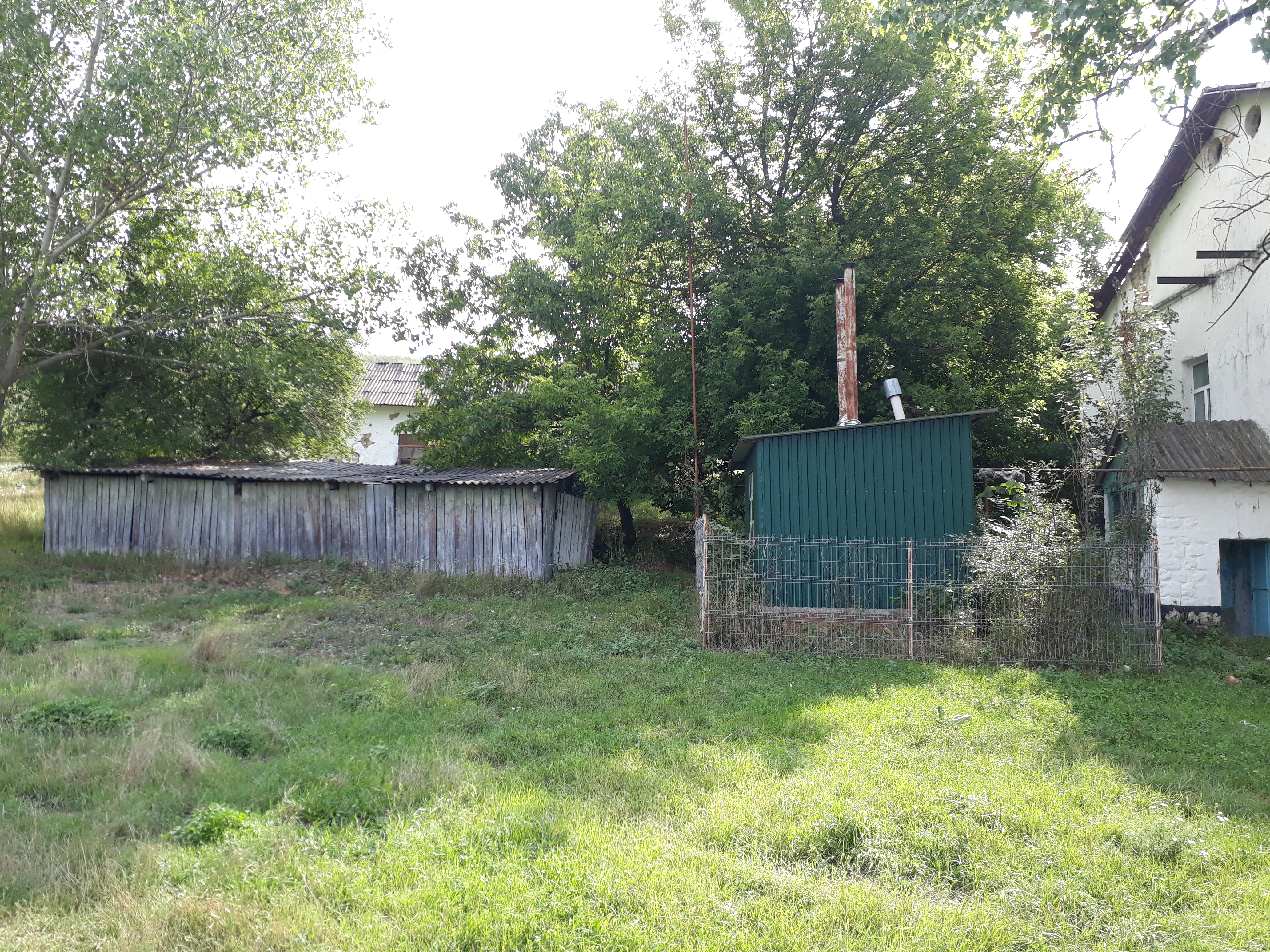
Alexe la nord de clădirea principală

Clădirea principală

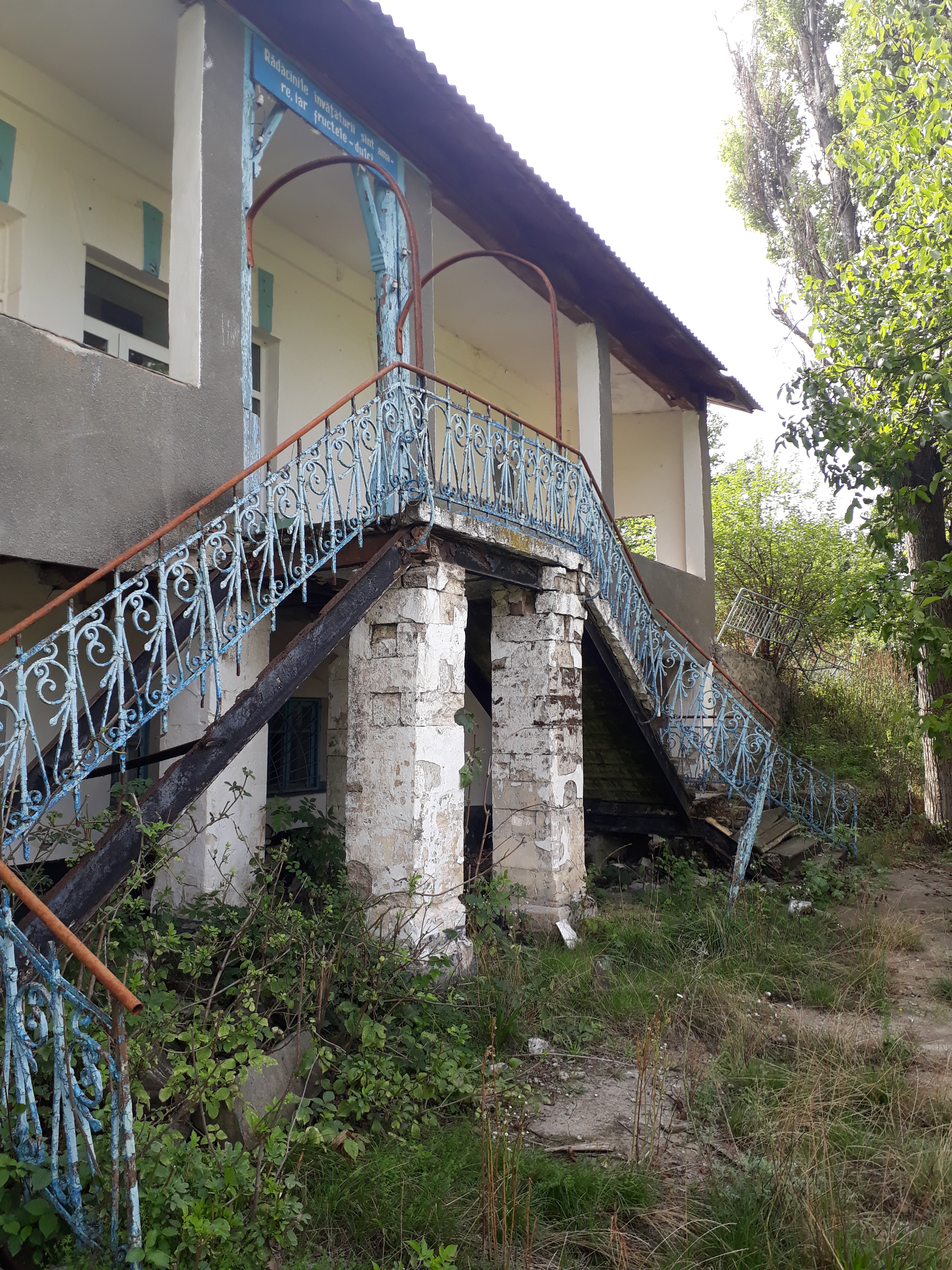
Scări de acces
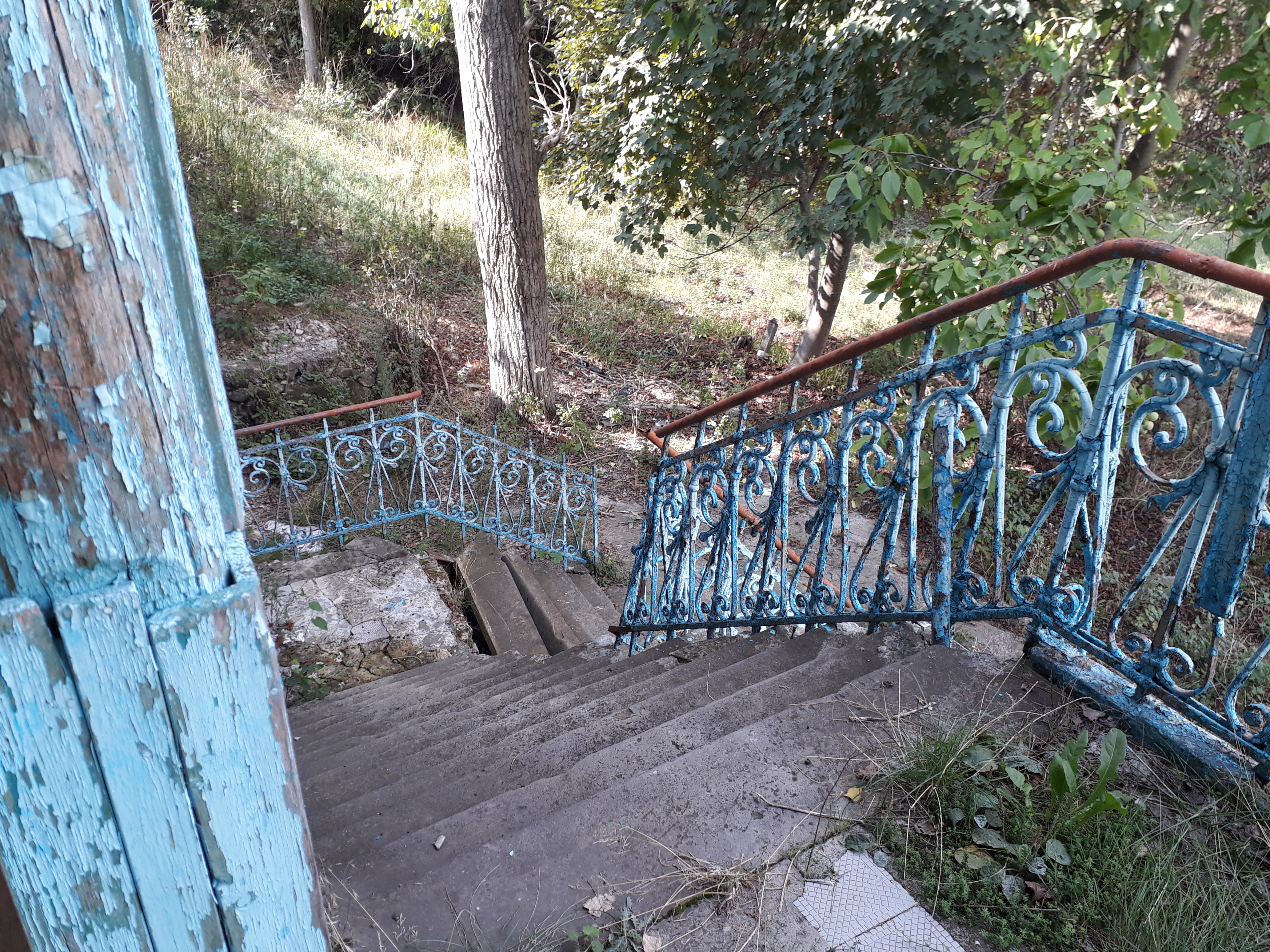
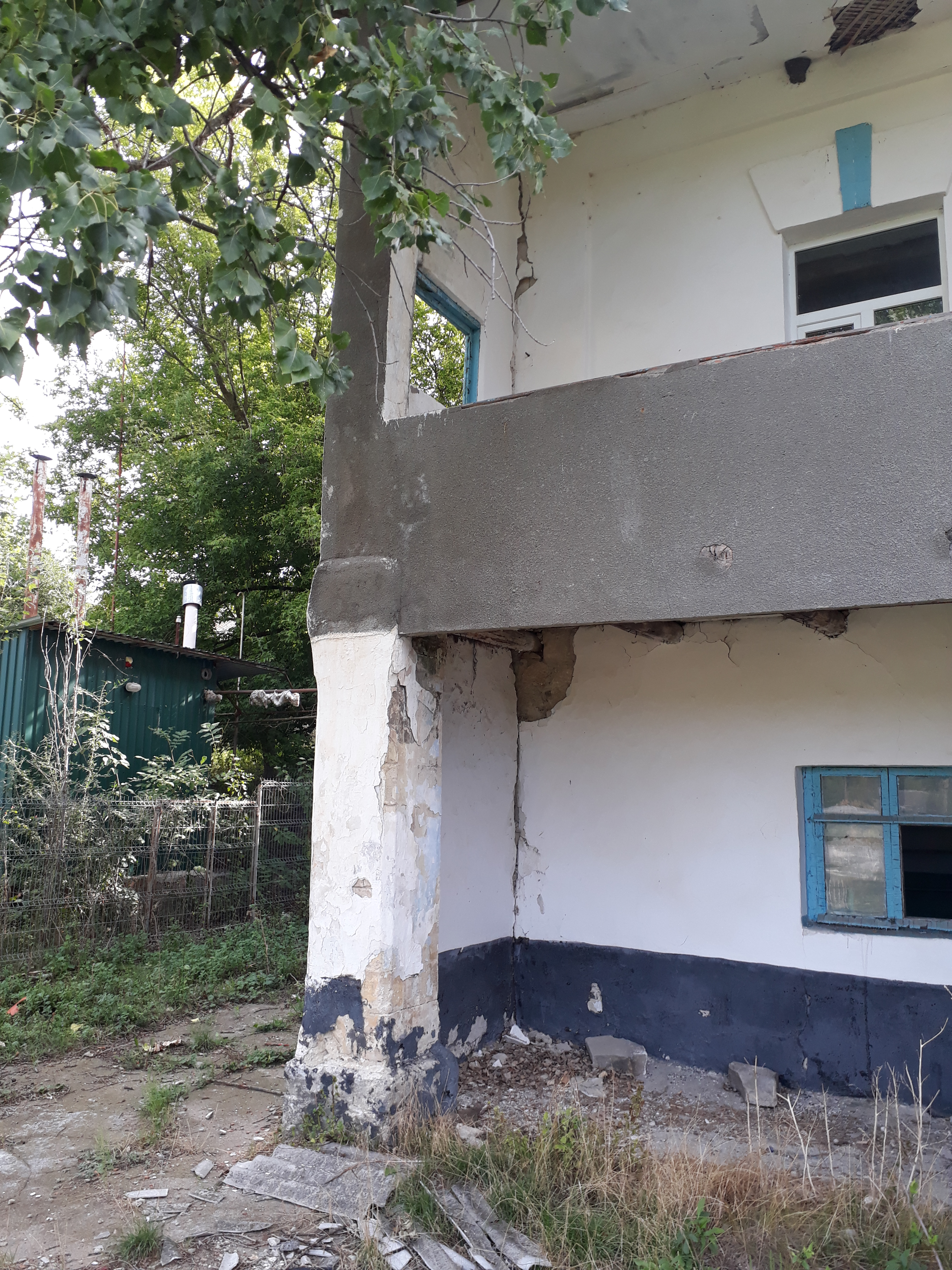
Colț la fațada frontală
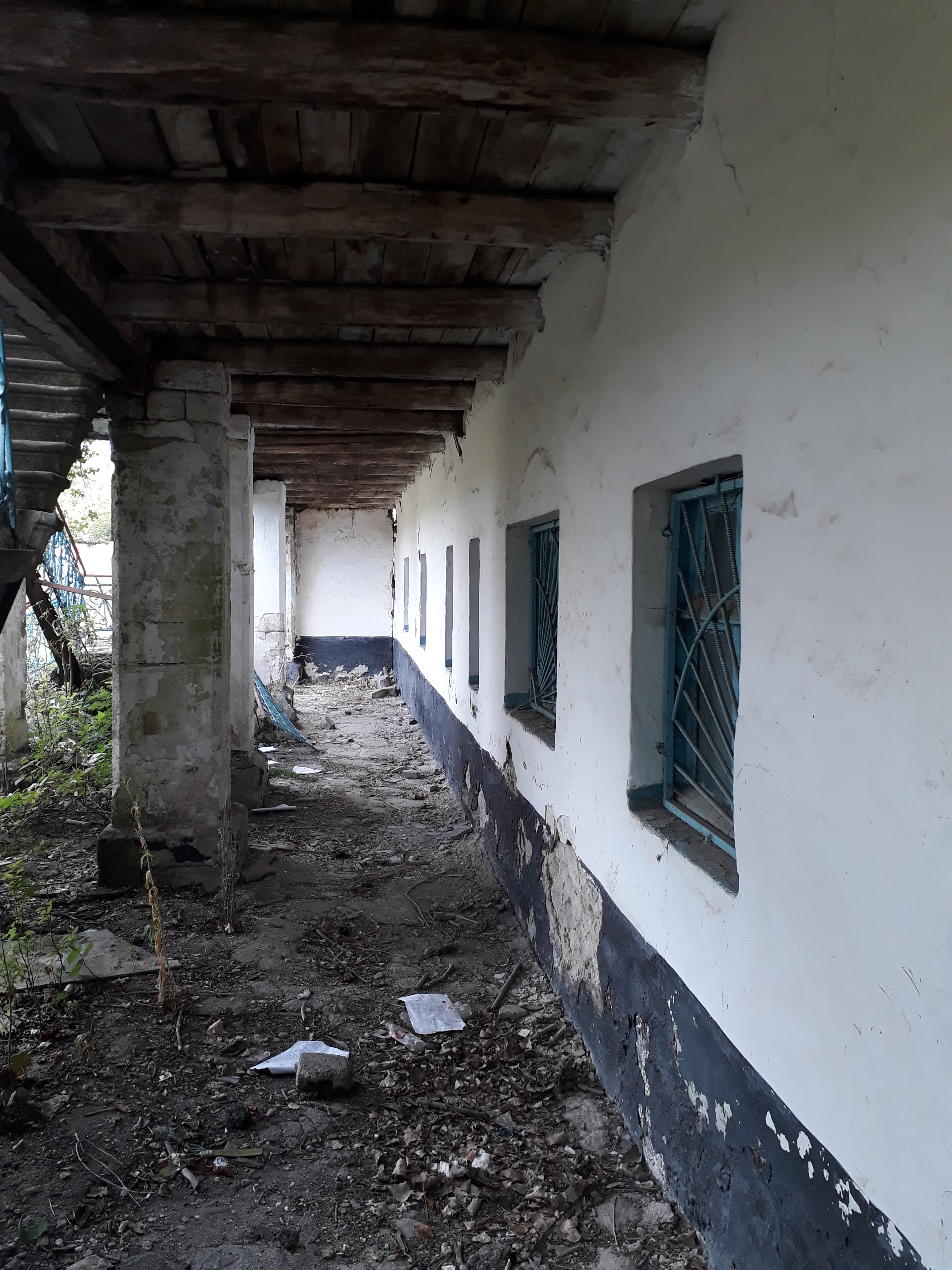
Ferestre cu gratii la parter de-a lungul fațadei principale
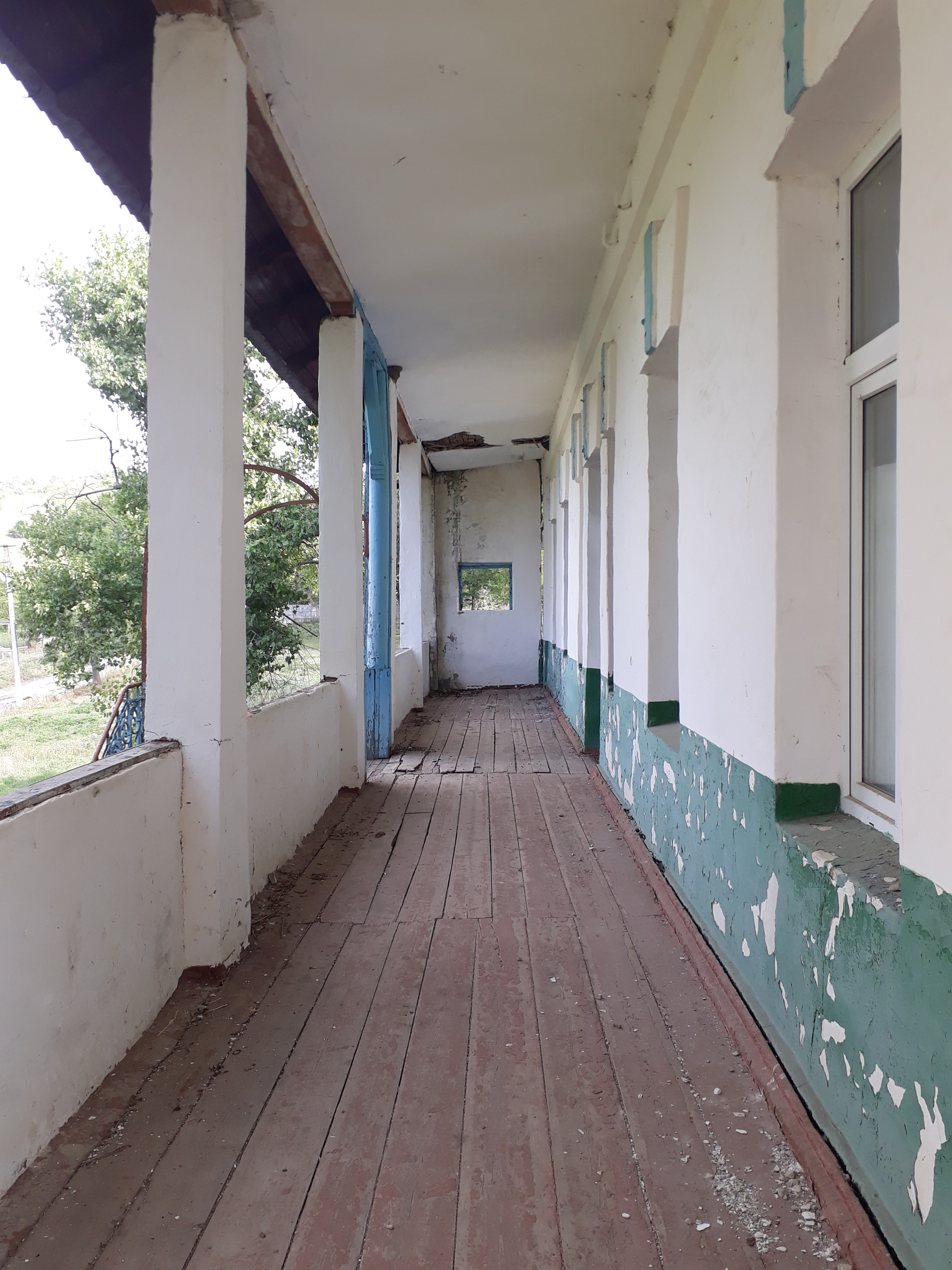
Galerie la primul nivel
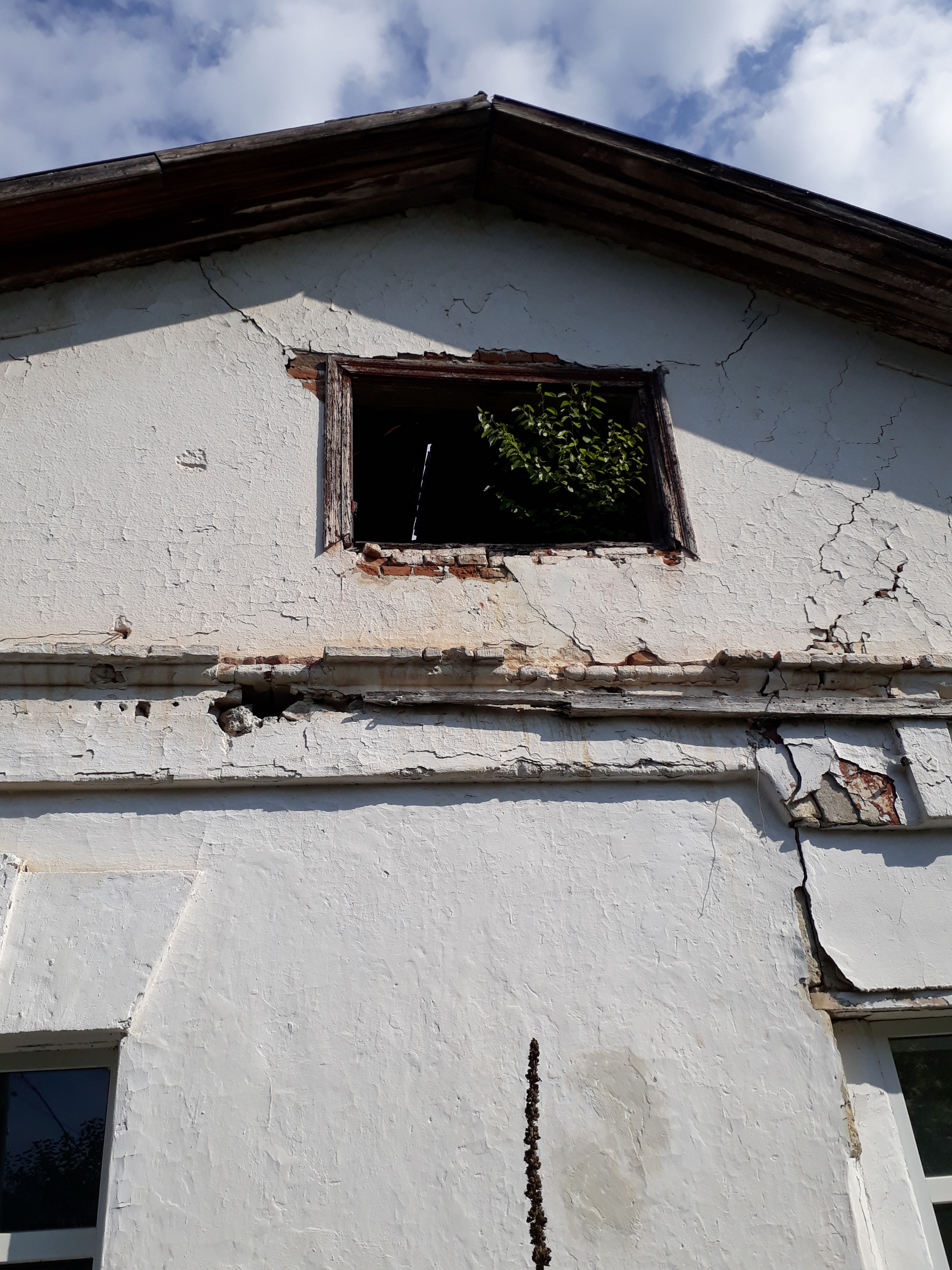
Geam la nivelul superior
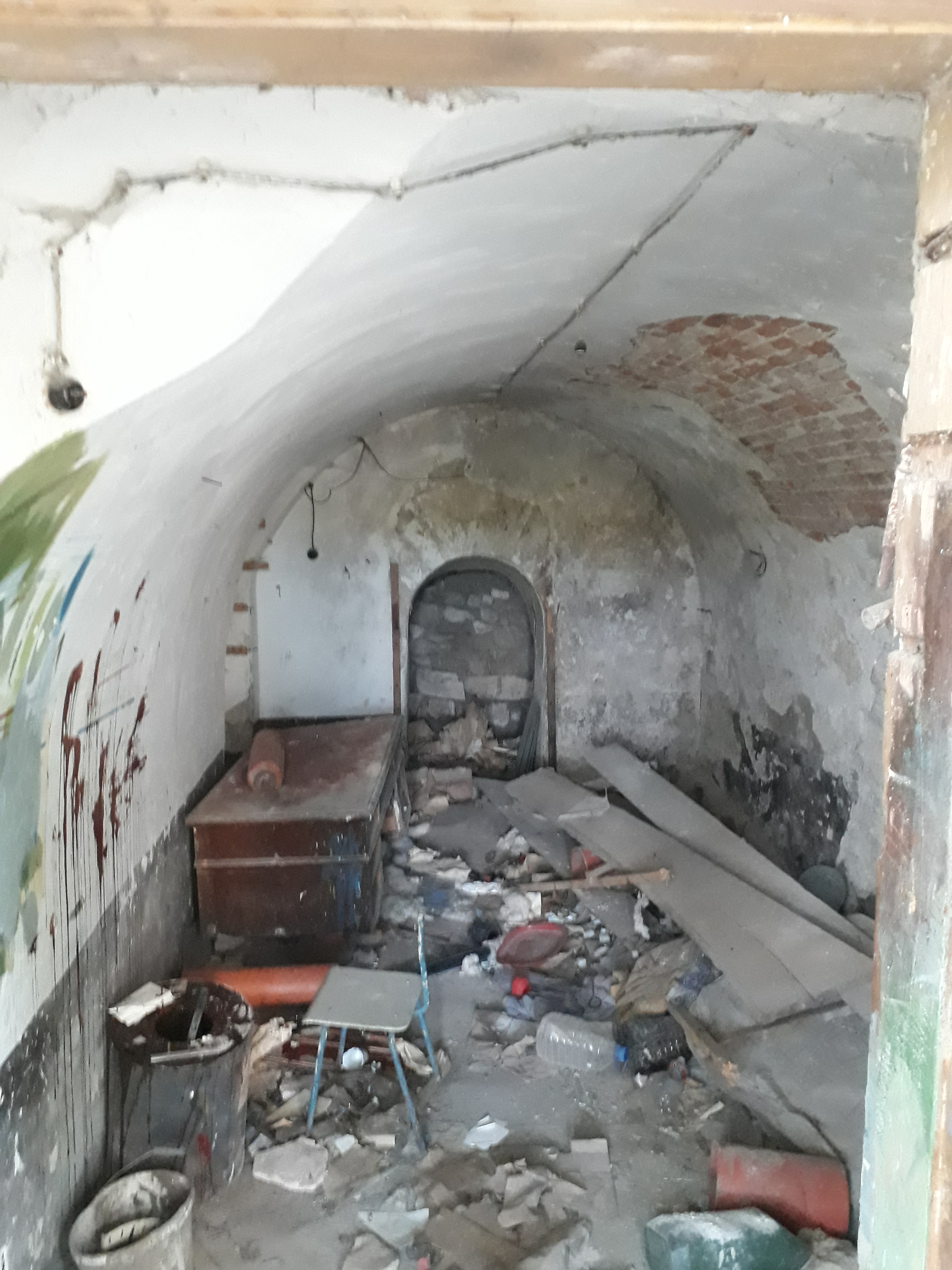
Interior la parter
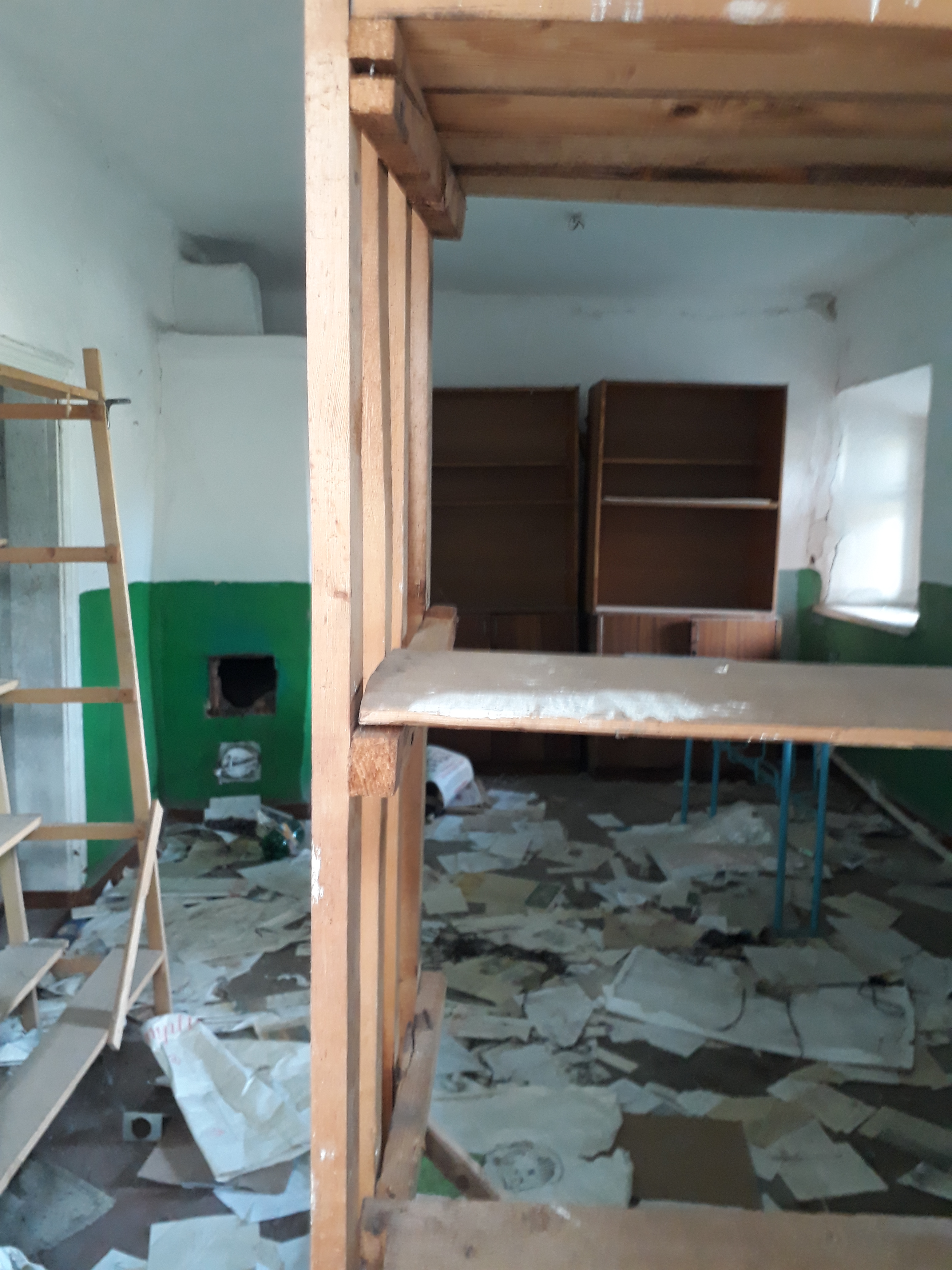
Cameră la parter cu sobă

Anexă la sud de conac

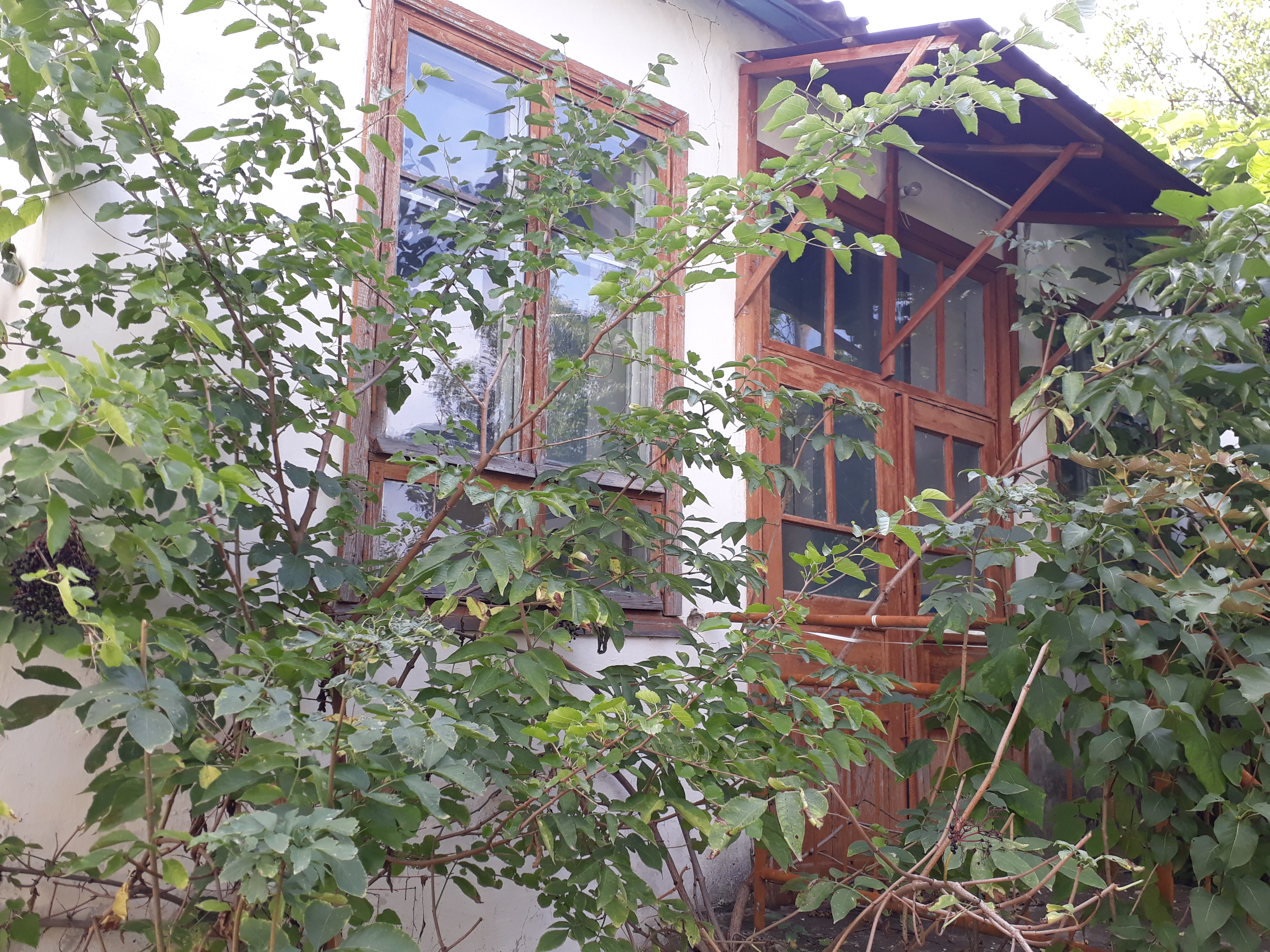
Intrare
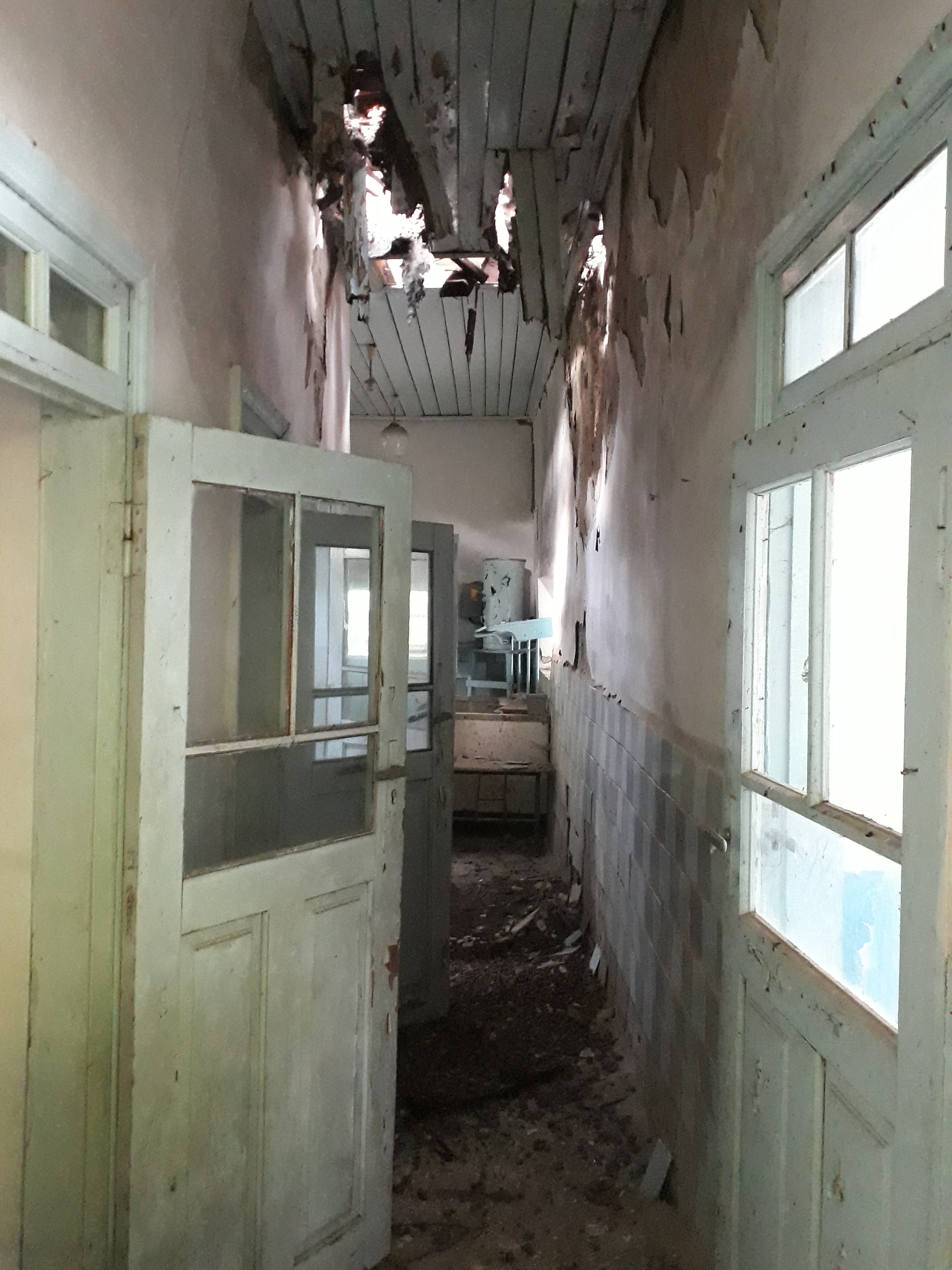
Coridor în interior
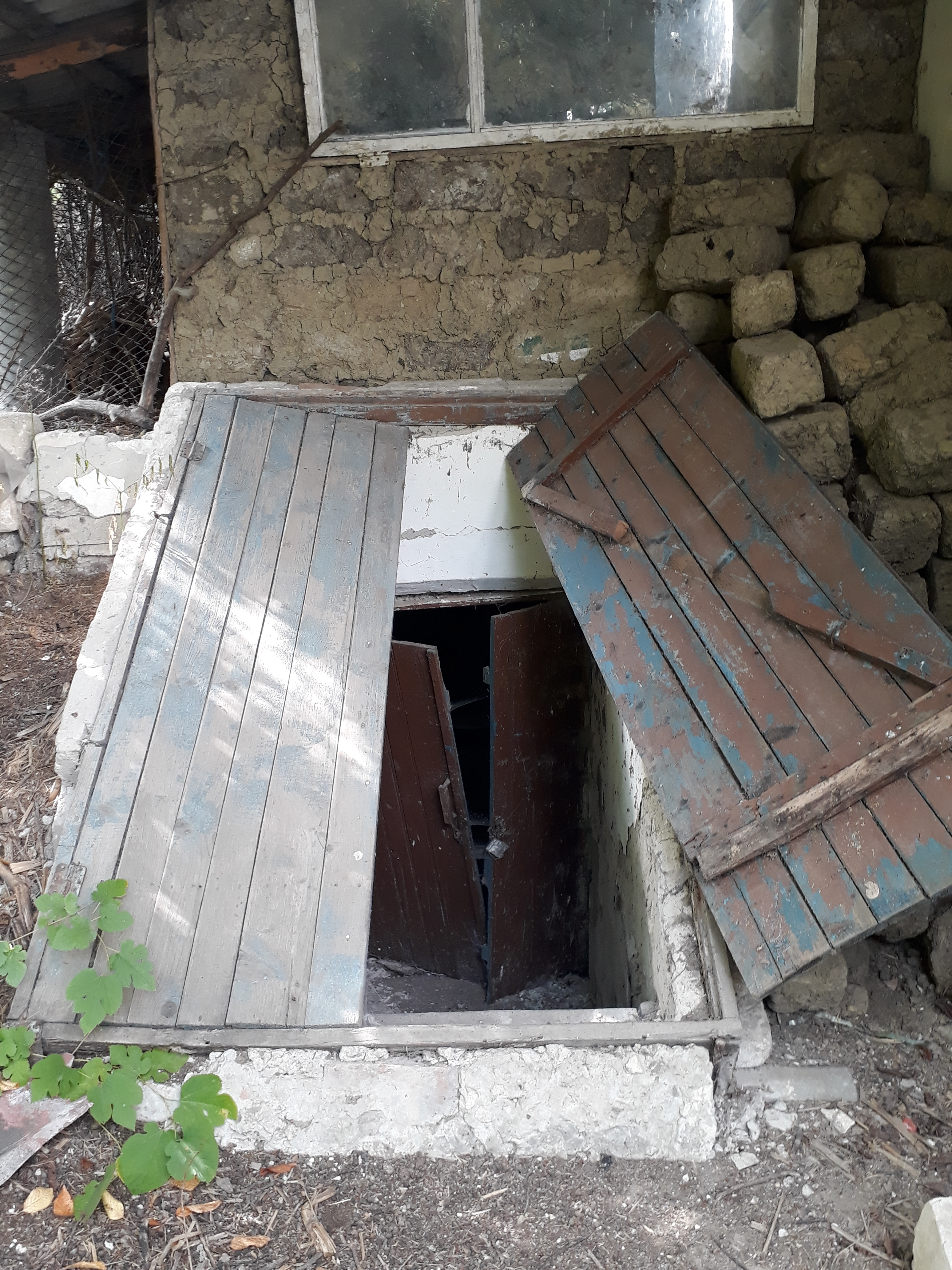
Beci

Anexă la nord-est de conac

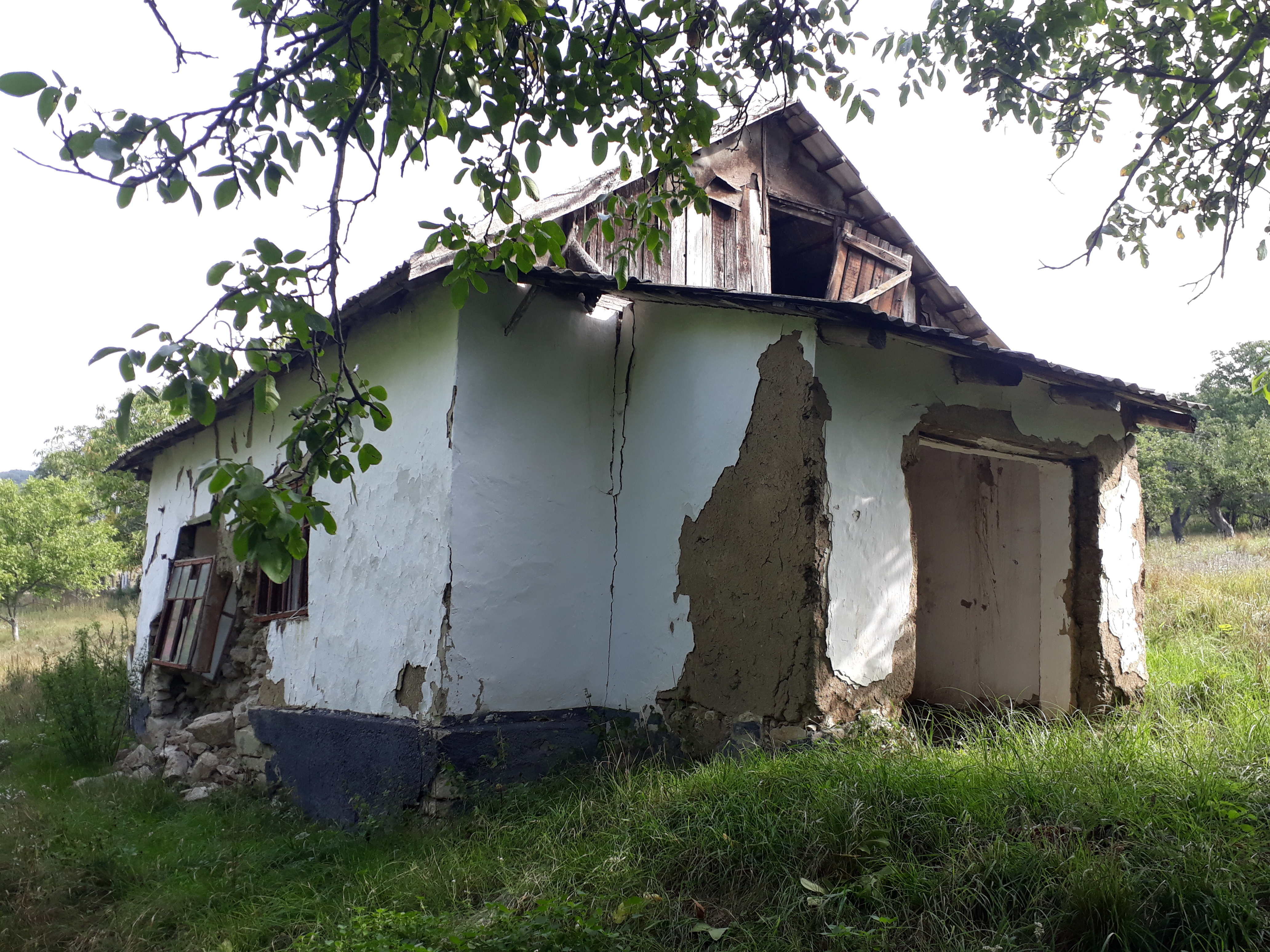
Vedere generală
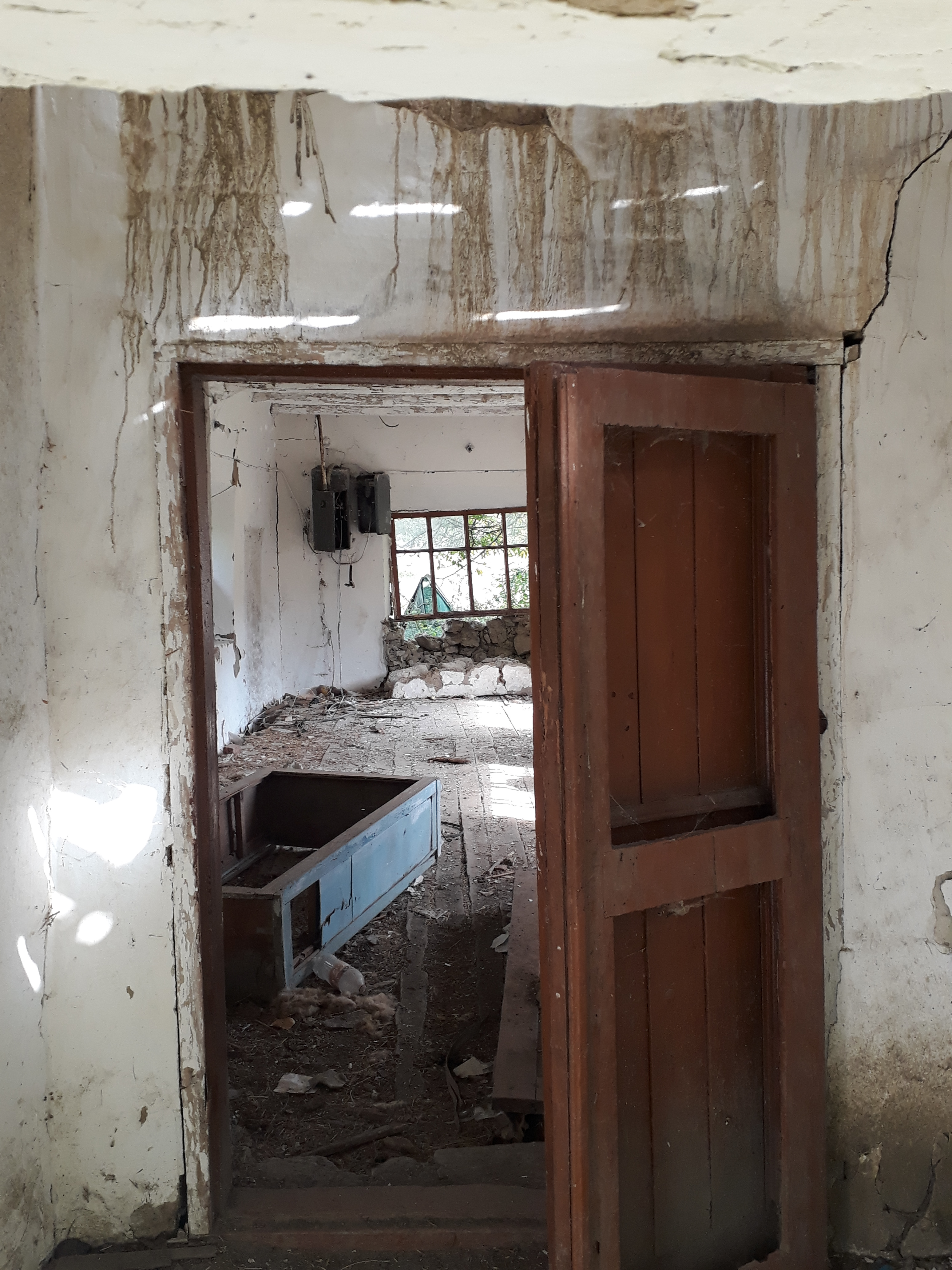
Holul
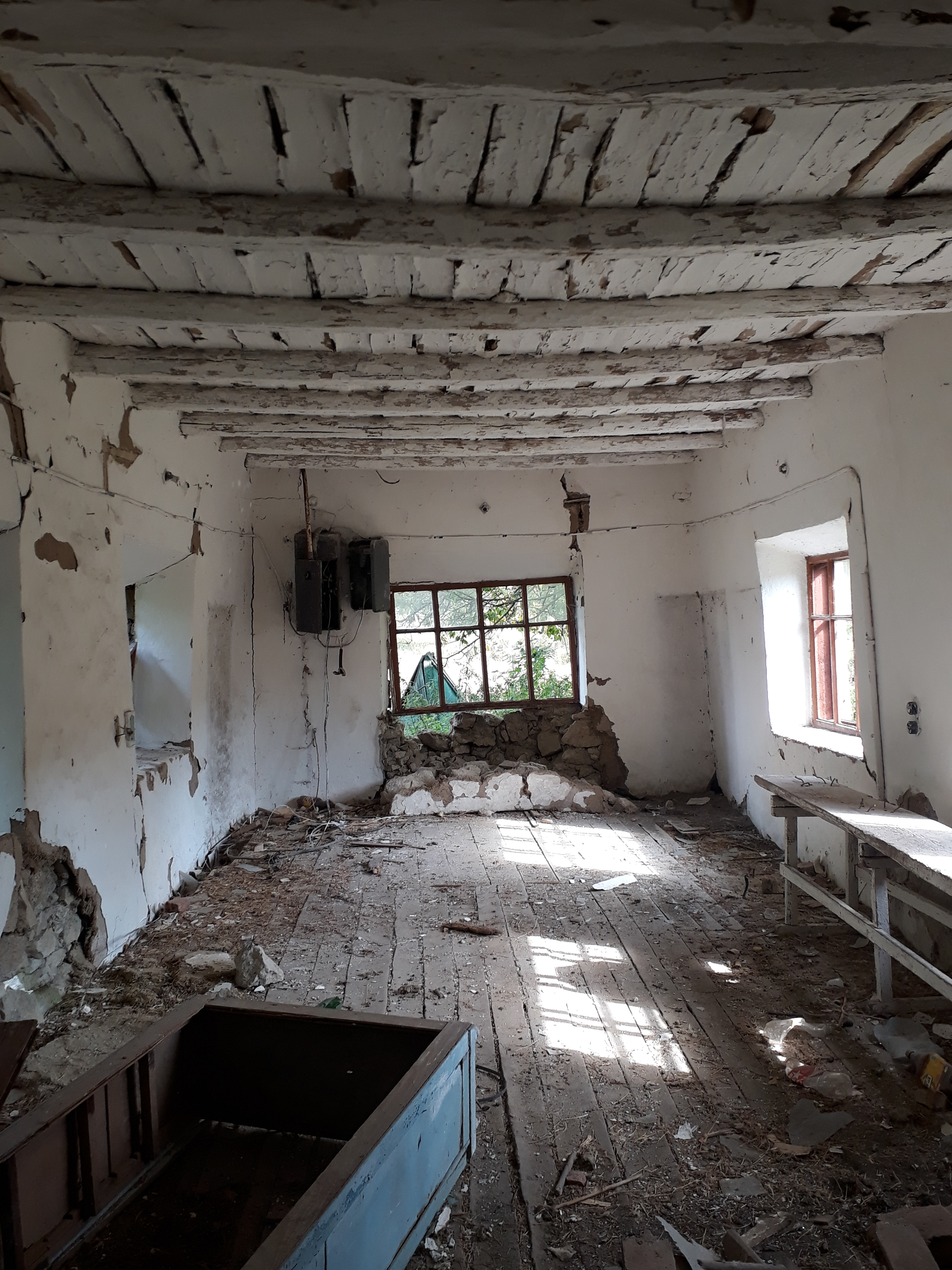
Singura cameră din interior
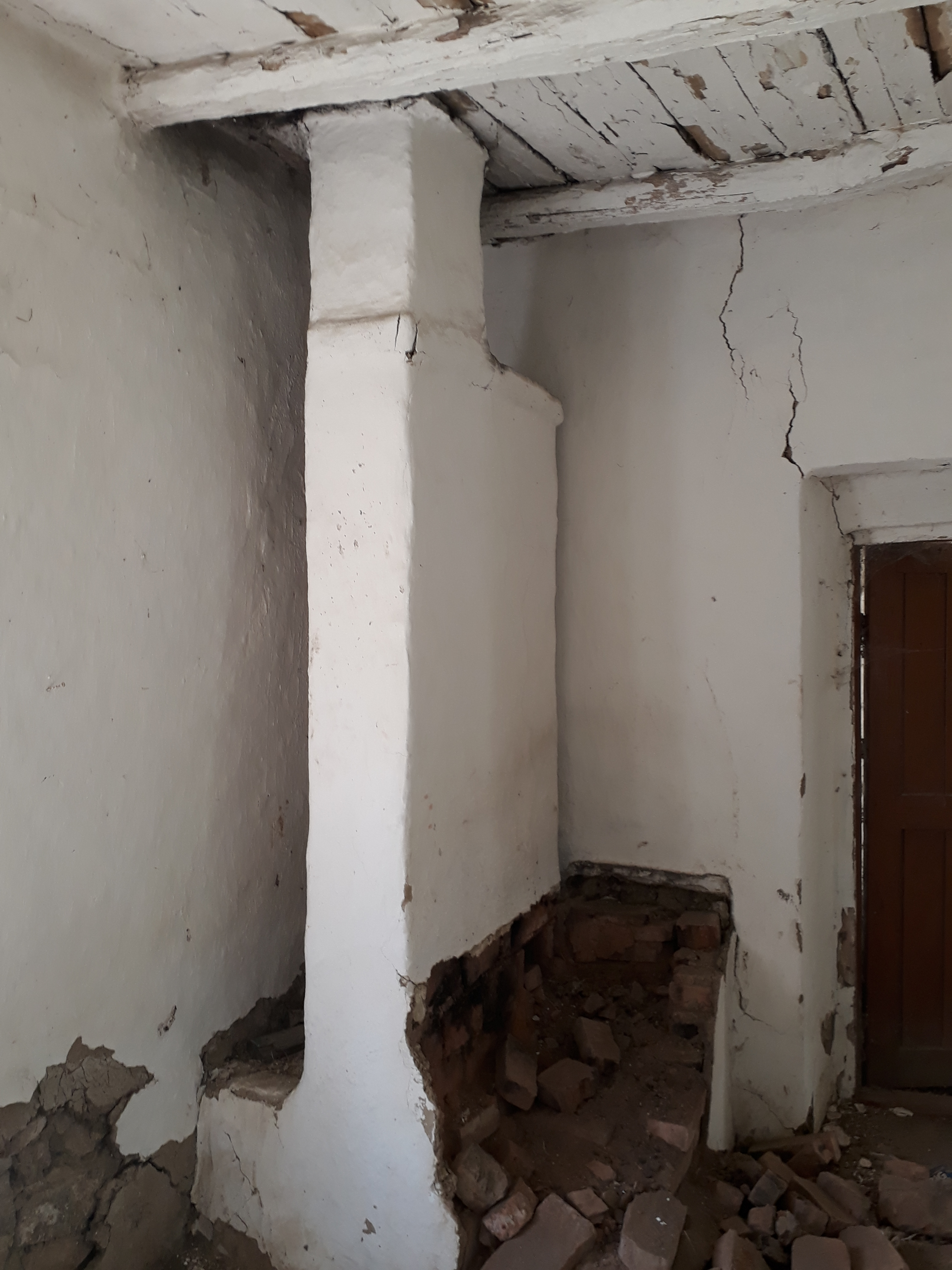
Sobă
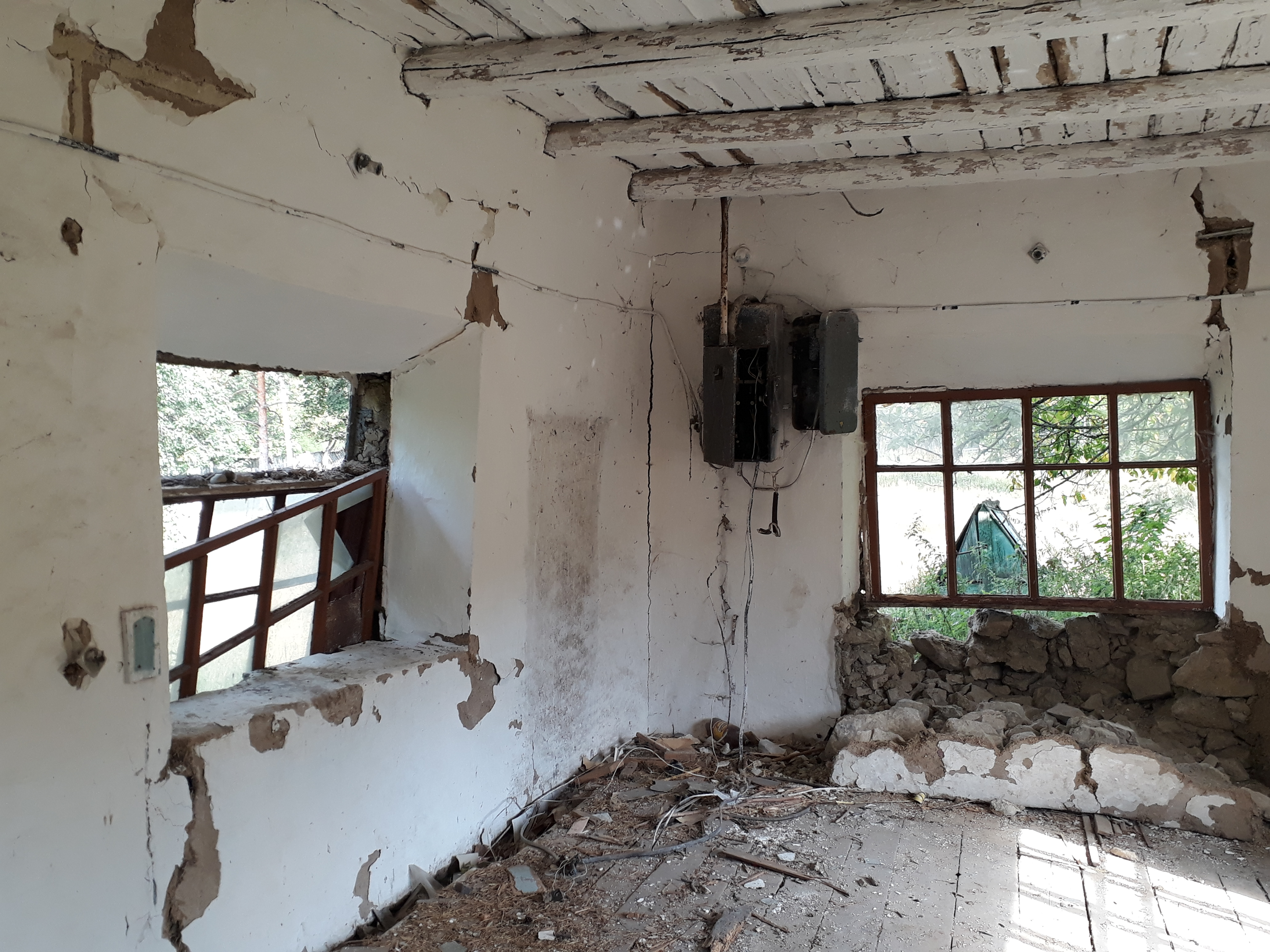
Geamuri